# Pristimera malifolia
Pristimera malifolia är en benvedsväxtart som först beskrevs av J.G. Baker, och fick sitt nu gällande namn av N. Hallé. Pristimera malifolia ingår i släktet Pristimera och familjen Celastraceae. Inga underarter finns listade.